# عمارت دیوانخانه قوام ملکی
عمارت دیوانخانه یکی از عمارت‌های تاریخی شهر شیراز می‌باشد. این عمارت در پیرامون ارگ کریم‌خان قرار گرفته‌است و در گذشته به «عمارت دیوانخانهٔ کریم‌خان زند» مشهور بوده‌است. عمارت دیوانخانه از تالاری بزرگ تشکیل شده‌است که دو ستون چوبی در ورودی آن قرار دارند؛ البته پیش‌تر به‌جای این دو ستون چوبی، دو ستون سنگی قرار داشت که توسط آغامحمدخان قاجار به تهران منتقل شده‌اند.
عمارت دیوانخانه قوام ملکی مربوط به دوره قاجار است و در شیراز، خیابان لطفعلی‌خان زند ـ محله قوام واقع شده و این اثر در تاریخ ۳۰ اردیبهشت ۱۳۵۴ با شمارهٔ ثبت ۱۰۷۳ به‌عنوان یکی از آثار ملی ایران به ثبت رسیده است.